# مايك هارتلي
مايك هارتلي (بالإنجليزية: Mike Hartley) هو لاعب كرة قاعدة أمريكي، ولد في 31 أغسطس 1961 في كاليفورنيا في الولايات المتحدة.

## وصلات خارجية
- مايك هارتلي على موقع دوري كرة القاعدة الرئيسي (الإنجليزية)
- مايك هارتلي على موقع الدوري الياباني لكرة القاعدة (الإنجليزية)
- مايك هارتلي على موقعبيزبول رفرنس.كوم (الدوري الرئيسي) (الإنجليزية)
- مايك هارتلي على موقعبيزبول رفرنس.كوم (الدوري الثانوي) (الإنجليزية)
- مايك هارتلي على موقع إي إس بي إن.كوم (أم.أل.بي) (الإنجليزية)
- مايك هارتلي على موقع مشجعي الرسوم البيانية (الإنجليزية)